# أرحاب (سمعان)
أرحاب  قرية سوريّة تتبع إداريّاً لمحافظة حلب منطقة جبل سمعان ناحية دارة عزة، بلغ تعداد سكانها 110 نسمة حسب التعداد السكاني لعام 2004.